# Champrond
Champrond és un municipi francès situat al departament del Sarthe i a la regió de País del Loira. L'any 2017 tenia 70 habitants.

## Demografia
El 2007 tenia 117 persones. Hi havia 33 famílies de les quals 8 eren unipersonals Hi havia 39 habitatges, 34 eren l'habitatge principal de la família i 5 eren segones residències.

## Economia
El 2007 la població en edat de treballar era de 88 persones, 51 eren actives i 37 eren inactives. Hi havia una empresa de comerç i reparació d'automòbils, una empresa de transport, una empresa d'hostatgeria i restauració i una entitat de l'administració pública. L'any 2000 a Champrond hi havia nou explotacions agrícoles que conreaven un total de 440 hectàrees.